# 名古屋情侶遇害案
名古屋情侶遇害案（日语：名古屋アベック殺人事件）是1988年2月下旬在日本爱知县名古屋市发生的一起谋杀和轮奸事件。

## 总览
該事件發生在名古屋市綠區。約會中的一名男子（当时19岁）和一名女子（当时20岁）遭到袭击。犯罪分子抢劫了20,000日元现金，并强奸了该名女子。在那之后，两名遇害者被勒死，他们的尸体被遗弃在三重县的森林中。有六名肇事者，其中五名在犯罪時未成年。
由於过于惡性和殘酷，這一案件震驚了整個日本。此外，在同一年还发生了另一起少年犯罪，即女子高中生水泥埋屍案。這兩個案件也被稱為“歷史上最坏的少年犯罪”。因此，當時在日本經常發生的這種殘酷的少年犯罪成為一個主要的社會問題。

## 犯案過程
1988年2月23日拂曉前，一對男女在駕汽车約會時突然遭到一群犯罪者的襲擊。一群犯罪者是用木劍和鐵管等，毆打男女，並搶走了10,000日元現金。受害者男子繼續遭到殘酷毆打，受害者女子被輪姦。受害者女子身体被一群犯罪者隐藏于烟叶中。犯罪者用稀釋劑倒入了女子的陰部，並放火燃燒。此後，受害男子被勒死，受害女子也被勒死。他们的尸体被遗弃在三重县的森林中。

## 犯罪者名單
- 小島茂夫 (少年A) - 事件發生時年19歲[5]。
- 徳丸信久 (少年B) - 事件發生時年17歲。
- 高志健一 (男C) - 事件發生時年20歲。事件發生時他是唯一的成年人[2]。
- 近藤浩之 (少年D) - 事件發生時年19歲。
- 龍造寺リエ (少女E) - 事件發生時年17歲。
- 筒井良枝 (少女F) - 事件發生時年18歲。